# 冷井ジャンクション
冷井ジャンクション（ネンジョンジャンクション）は大韓民国慶尚南道金海市にある、南海高速道路(10号線）と南海高速道路第二支線（104号線）を接続するジャンクションである。

## 接続している路線

### 釜山・光州方面
- 南海高速道路（37番）

### 釜山方面
- 南海高速道路第二支線（1番）

## 隣
南海高速道路
- 進礼IC - 冷井JCT - 西金海IC

南海高速道路第二支線
- 冷井JCT - 長有SA（釜山方面のみ） - 長有IC